# ازملکیان
تیره‌ای از سوسن‌سانان علفی یا بالاروندهٔ چوبی، دارای زمین‌ساقه با سه سرده و حدود ۳۷۰ گونه و برگ‌های ساده با آرایش متناوب و گاهی با بافت چرمی که ساقه و حاشیهٔ برگ‌های آنها اغلب تیغ‌دار و گل‌آذین آنها چتری است.